# Araneus prunus
Araneus prunus este o specie de păianjeni din genul Araneus, familia Araneidae, descrisă de Levi, 1973. Conform Catalogue of Life specia Araneus prunus nu are subspecii cunoscute.